# Trypanosyllis complanata
Trypanosyllis complanata är en ringmaskart som först beskrevs av Treadwell 1901.  Trypanosyllis complanata ingår i släktet Trypanosyllis och familjen Syllidae. Inga underarter finns listade i Catalogue of Life.